# Estación de Laza-Cerdedelo
Laza-Cerdedelo es una estación ferroviaria situada en la localidad de Cerdedelo en el municipio español de Laza en la provincia de Orense, comunidad autónoma de Galicia. La estación no dispone de servicios de viajeros desde el 23 de junio de 2013, con la supresión de los servicios de Media Distancia Orense - Puebla de Sanabria.

## Situación ferroviaria
La estación se encuentra en el punto kilométrico 182,338 de la línea férrea de ancho ibérico que une Zamora con La Coruña a 882 metros de altitud, entre las estaciones de Castrelo del Valle-Verín-Campobecerros y Alberguería-Prado. El tramo es de vía única y está sin electrificar.
Está próxima al túnel de Cerdedelo de 476 metros de longitud, visible desde la propia estación. Además, en dirección a Orense se encuentran cercanos los largos túneles de Pereiro (1 066 metros) y de Corno (2 491 metros).

## Historia
La voluntad de unir Madrid, vía Medina del Campo con Vigo por el camino más corto posible es antigua y apareció plasmada en algunos anteproyectos como el de 1864. Sin embargo, el mismo descartaba dicha posibilidad al considerar que suponía "dificultades enormísimas" que superaban incluso "los de la bajada del puerto de Pajares en el ferrocarril de Asturias". Es por ello, que la estación no fue inaugurada hasta el 1 de julio de 1957 con la puesta en marcha del tramo Orense – Puebla de Sanabria de la línea Zamora-La Coruña vía Orense. Su explotación inicial quedó a cargo de RENFE cuyo nacimiento se había producido en 1941. 
Desde el 31 de diciembre de 2004 Renfe Operadora explota la línea mientras que Adif es la titular de las instalaciones ferroviarias.

## La estación
Como muchas de las estaciones de este tramo el edificio de viajeros es una estructura de dos pisos realizado en piedra. Tiene la particularidad de poseer en su segundo piso, una amplia terraza que reposa parcialmente sobre varios pilares de piedra. Cuenta con dos andenes laterales a los que acceden dos vías. 

## Servicios ferroviarios
En la estación, realizaba parada un tren diario por sentido de Media Distancia, operado por Renfe y comercializado como MD, que conectaba las estaciones de Orense y Puebla de Sanabria y pertenecía a la línea 2 (Santiago de Compostela - Orense - Puebla de Sanabria) de la red de Media Distancia. Los servicios entre Orense y Puebla de Sanabria fueron suprimidos el 23 de junio de 2013, dentro de un plan de racionalización de servicios ferroviarios que acabó con la Obligación de Servicio Público. Desde esa fecha, la estación no dispone de servicio de viajeros.